# Diplazium austrosylvaticum
Diplazium austrosylvaticum är en majbräkenväxtart som beskrevs av Fraser-jenk. och Benniamin.
Diplazium austrosylvaticum ingår i släktet Diplazium och familjen Athyriaceae. Inga underarter finns listade i Catalogue of Life.